# Krzak gorejący (powieść Sigrid Undset)
Krzak gorejący (nor. Den brennende busk) – powieść z roku 1930 norweskiej powieściopisarki Sigrid Undset o norweskim przemysłowcu i konwertycie na katolicyzm.
Polskie wydanie powieści w tłumaczeniu z języka niemieckiego Marii Morstin-Górskiej wydał Instytut Wydawniczy „Pax” w roku 1957 (wznowienia w latach: 1972, 2002 i 2009).

## Fabuła
Paul Selmer prowadzi wraz z przyjacielem firmę. Może o sobie mówić, że jest człowiekiem sukcesu. Żona Paula - Björg - zdaje się być szczęśliwą. Do kryzysu w małżeństwie dochodzi, gdy Paul zdecyduje się przejść na katolicyzm. Björg ucieknie wówczas do Danii, gdzie pozostanie wiele miesięcy ze swoją matką. Na decyzję o powrocie wpłynie ciężka choroba córki Selmerów kilkuletniej Synne. Paul wychowuje swoje dzieci po katolicku. Synne zostaje wysłana do szkoły katolickiej w Wielkiej Brytanii.